# Microlophus atacamensis
Espèce
Synonymes
- Tropidurus peruvianus atacamensis Donoso-Barros, 1960
- Tropidurus peruvianus marianus Donoso-Barros, 1966
- Tropidurus atacamensis Donoso-Barros, 1960

Statut de conservation UICN

 LC  : Préoccupation mineure
Microlophus atacamensis est une espèce de sauriens de la famille des Tropiduridae.

## Répartition et habitat
Cette espèce est endémique du Chili. Elle vit dans les déserts côtiers.

## Étymologie
Son nom d'espèce, composé de atacam[a] et du suffixe latin -ensis, « qui vit dans, qui habite », lui a été donné en référence au lieu de sa découverte, la région d'Atacama.

## Publication originale
- Donoso-Barros, 1960 : Ecología de los reptiles chilenos. Investigaciones Zoológicas Chilenas, vol. 6, p. 65-72.